# Kepler-70b

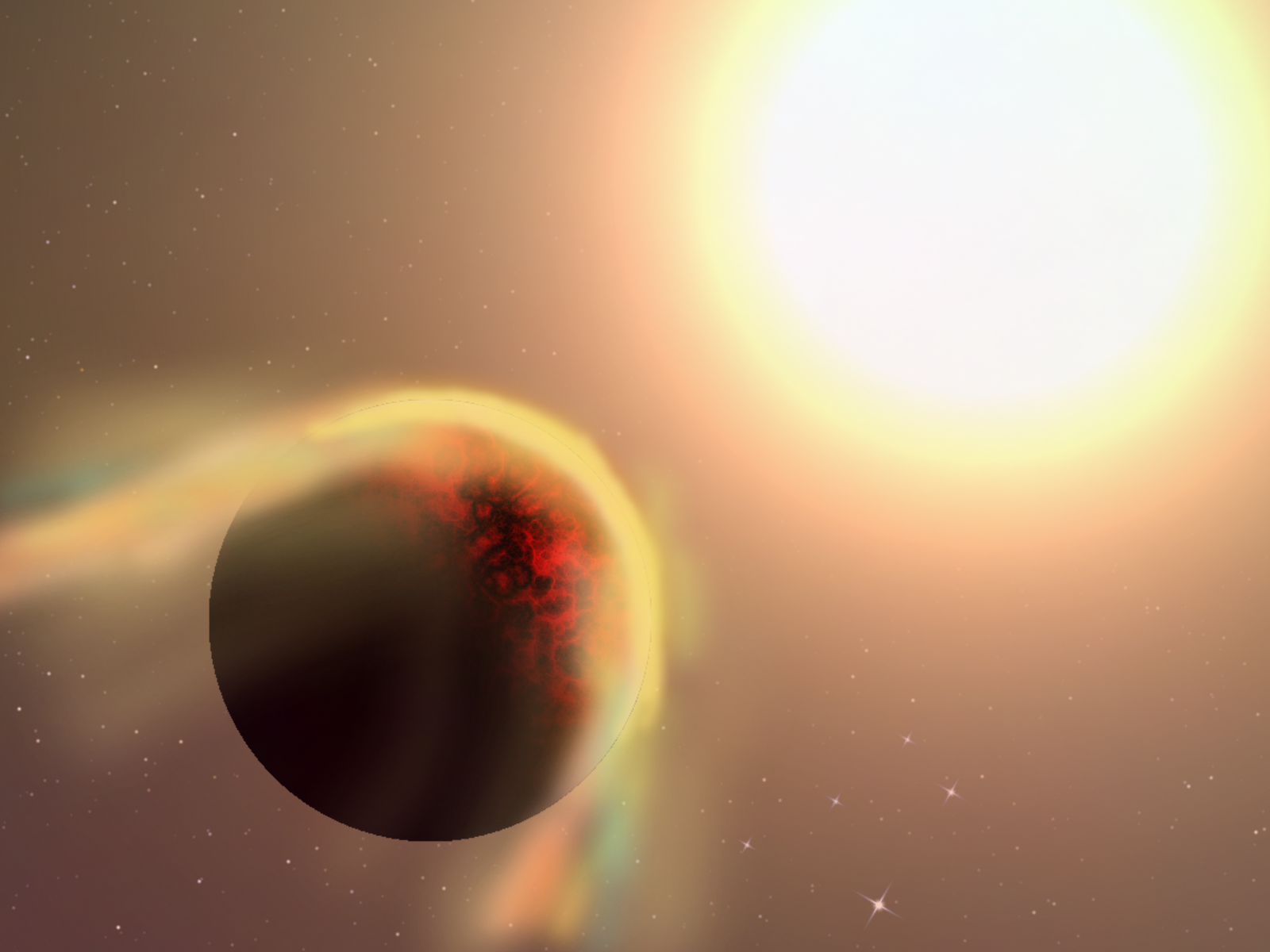
Kepler 70b

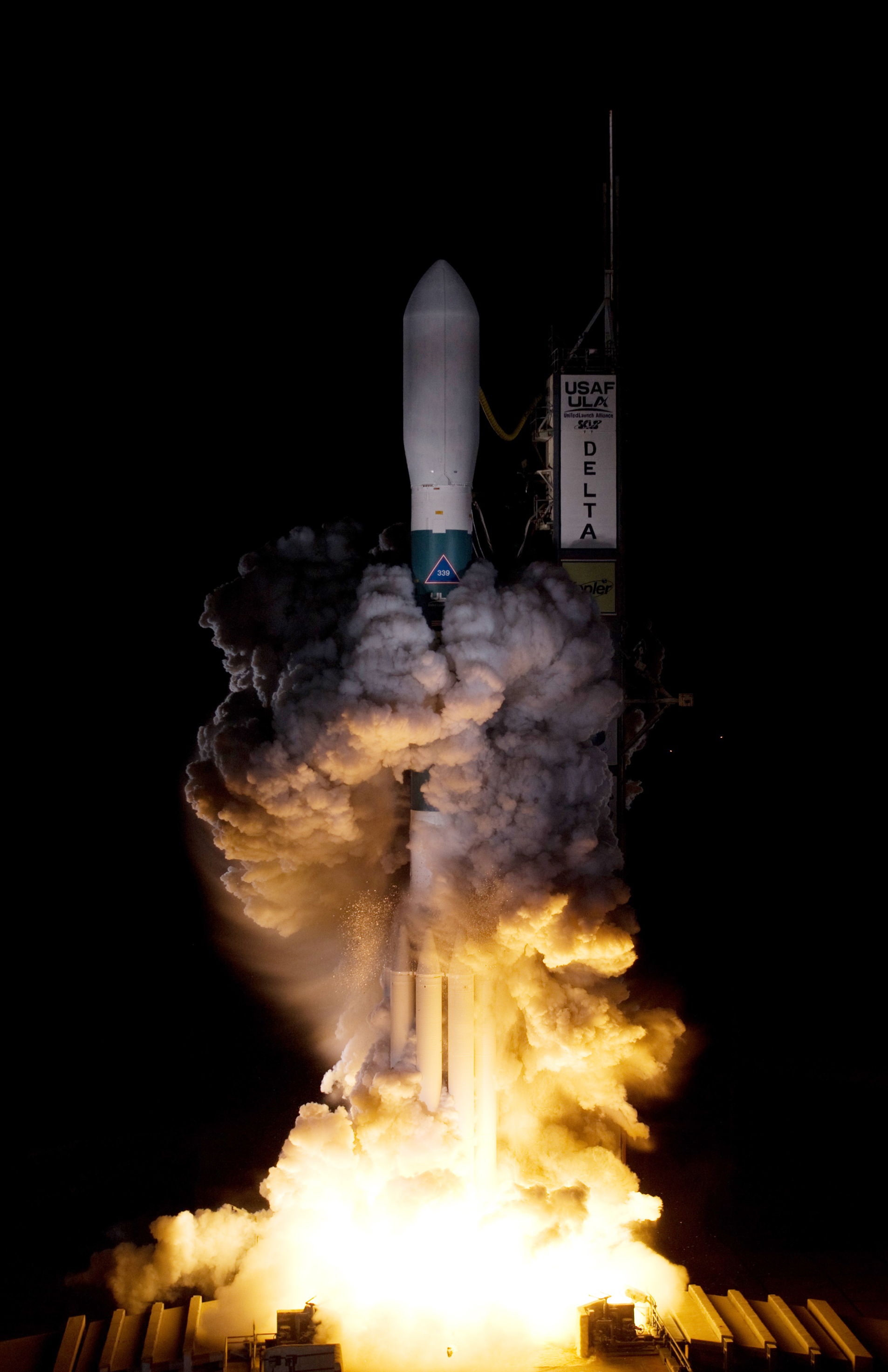
Kepler, o telescópio que descobriu o planeta kepler 70b

Kepler-70b (anteriormente denominado KOI-55.01; por vezes listado como KOI-55 b) é um planeta descoberto a orbitar a estrela subanã B (sdB) Kepler-70. Orbita a sua hospedeira juntamente com outro planeta, Kepler-70c, ambos os quais orbitam muito próximo da sua estrela hospedeira. Kepler-70b completa uma órbita em torno da sua estrela em apenas 5,76 horas, um dos períodos orbitais mais curtos de qualquer sistema exoplanetário já descoberto, apenas antecedido por PSR 1719-14 b com um período de 2,2 horas. Em meados de 2013 era também o exoplaneta mais quente, com uma temperatura à superfície de 7143 K. A sua densidade é de 5500 kg/m3, não muito diferente da Terra.